# Іванова Поляна
Іва́нова Поля́на (рос. Иванова Поляна, ерз. Иванова Поляна) — присілок у складі Чамзінського району Мордовії, Росія. Входить до складу Пічеурського сільського поселення.

## Населення
Населення — 67 осіб (2010; 78 у 2002).
Національний склад (станом на 2002 рік):
- росіяни — 99 %